# Дялу-Капсей
Дялу-Капсей (рум. Dealu Capsei) — село у повіті Алба в Румунії. Адміністративно підпорядковане місту Кимпень.
Село розташоване на відстані 322 км на північний захід від Бухареста, 53 км на північний захід від Алба-Юлії, 58 км на південний захід від Клуж-Напоки.

## Населення
За даними перепису населення 2002 року у селі проживали 263 особи. Усі жителі села рідною мовою назвали румунську.
Національний склад населення села:
| Національність | Кількість осіб | Відсоток |
| -------------- | -------------- | -------- |
| румуни         | 223            | 84,8%    |
| цигани         | 39             | 14,8%    |